# Zbigniew Droszcz
Zbigniew Droszcz (ur. 9 lutego 1930 w Inowrocławiu; zm. 28 maja 1997 w Gdańsku) – dyrygent, związany z teatrami operowymi we Wrocławiu, Bydgoszczy i Gdańsku.

## Życiorys
Urodził się 9 lutego 1930 r. w Inowrocławiu. Ukończył Podstawową Szkołę Muzyczną w Inowrocławiu oraz Średnią Szkołę Muzyczną w klasie fortepianu w Bydgoszczy. Uczęszczał do Liceum Ogólnokształcącego w Inowrocławiu, m.in. z przyszłym kardynałem Józefem Glempem. W latach 1954–1959 studiował w Państwowej Wyższej Szkole Muzycznej w Poznaniu, którą ukończył z tytułem magistra sztuki w specjalności – dyrygentura u prof. Bohdana Wodiczki. W latach 1960–1965 pracował w Operze Wrocławskiej jako korepetytor i dyrygent. Potem przeniósł się do Bydgoszczy. W tutejszej Operze i Operetce pracował w latach 1965-1972 jako dyrygent. W latach 1965–1972 był także dyrygentem bydgoskiego chóru męskiego „Hasło”.
W jego dorobku dyrygenckim w bydgoskim teatrze operowym, znajduje się około 60 pozycji: oper, operetek i baletów. Ceniony był za solidność w pracy i dużą umiejętność prowadzenia spektakli baletowych. Bywał zapraszany jako dyrygent na koncerty symfoniczne do filharmonii w Bydgoszczy, Wrocławiu i Gdańsku. Będąc etatowym dyrygentem w bydgoskiej Operze (za dyrekcji Zdzisława Wendyńskiego i Włodzimierza Ormickiego), przygotował samodzielnie muzycznie około 10 tytułów scenicznego repertuaru. Dyrygowane przez niego premiery zyskiwały pochlebne oceny recenzentów muzycznych tak miejscowej, jak i krajowej prasy. Były wśród nich m.in. balety: „Pan Twardowski” L. Różyckiego (1966), „Legenda o miłości” A. Mielikowa (1967), „Divertimento baletowe” (1970), operetki: „Wiedeńska krew” J. Straussa (1968), „Kraina uśmiechu” F. Lehára (1970), „Bal w operze” R. Heubergera (1971) oraz opery: „Straszny dwór” S. Moniuszki (1969) oraz „Jaś i Małgosia” E. Humperdincka (1969), przedstawienie „Hrabiny” z okazji 40-lecia działalności Towarzystwa Muzycznego w Bydgoszczy (1966) i „Halki” na 15-lecie bydgoskiej opery (1971).
Znając dwa języki obce: francuski, angielski, często służył jako tłumacz podczas gościnnych występów artystów zagranicznych na bydgoskiej scenie. Także komponował, m.in. dla chóru „Hasło”, który pod jego kierownictwem odnosił sukcesy na przeglądach i konkursach chóralnych w kraju i za granicą. Brał także udział w licznych koncertach w Filharmonii Pomorskiej.
Po odejściu z bydgoskiej opery pełnił w latach 1972-1974 funkcję dyrygenta w Państwowej Operze i Filharmonii Bałtyckiej za dyrekcji Zbigniewa Chwedczuka. Zajmował się także na Wybrzeżu pracą pedagogiczną, ucząc m.in. w szkole muzycznej w Elblągu. W latach 1983–1990 prowadził, jako kierownik muzyczny i dyrygent, zespół Marynarki Wojennej w Gdyni „Dalmor”. Realizując swoje zdolności poetyckie, pisał m.in. wiersze o gdańskiej Starówce. Zmarł 28 maja 1997 r. w Gdańsku.

### Rodzina
Zbigniew Droszcz był żonaty z Niną Górzyńską-Droszcz – tancerką i solistką bydgoskiego baletu.